# 나루토: 대흥분! 초승달 섬의 애니멀 소동
나루토: 대흥분! 초승달 섬의 애니멀 소동(劇場版 NARUTO -ナルト- 大興奮!みかづき島のアニマル騒動だってばよ)은 나루토의 극장판 시리즈의 세 번째 작품이다. 2006년 8월 5일 개봉하였다.

## 한국어 더빙 제작진
목소리 출연
- 이선주 - 나루토 役
- 여민정 - 사쿠라 役
- 홍범기 - 록 리 役
- 손원일 - 카카시 役
- 송도영 - 츠나데 役
- 최준영 - 미치루 役
- 정유미 - 히카루 役
- 노민 - 샤바다바 役
- 최한 - 이시다테 役
- 김기흥 - 콩고 役
- 정혜옥 - 카렌바나 役
- 박만영 - 서커스단장 役
- 김선혜 - 아마요 役
- 김태훈 - 국왕 役
- 김영찬 - 코레가 役
- 박성태
- 이호산
- 최승훈
- 최지훈

우리말 제작
- 번역: 정영인
- 화면수정: 장성희
- 타이틀C.G: 김주수
- 마스터 편집: 심정희
- 녹음: 이창휘
- 믹싱: 김세광
- 연출: 김이경
- 우리말 제작: 투니버스